# Berkenbrück
Berkenbrück  est une commune d'Allemagne située dans l'arrondissement d'Oder-Spree, au Brandebourg.

## Monuments

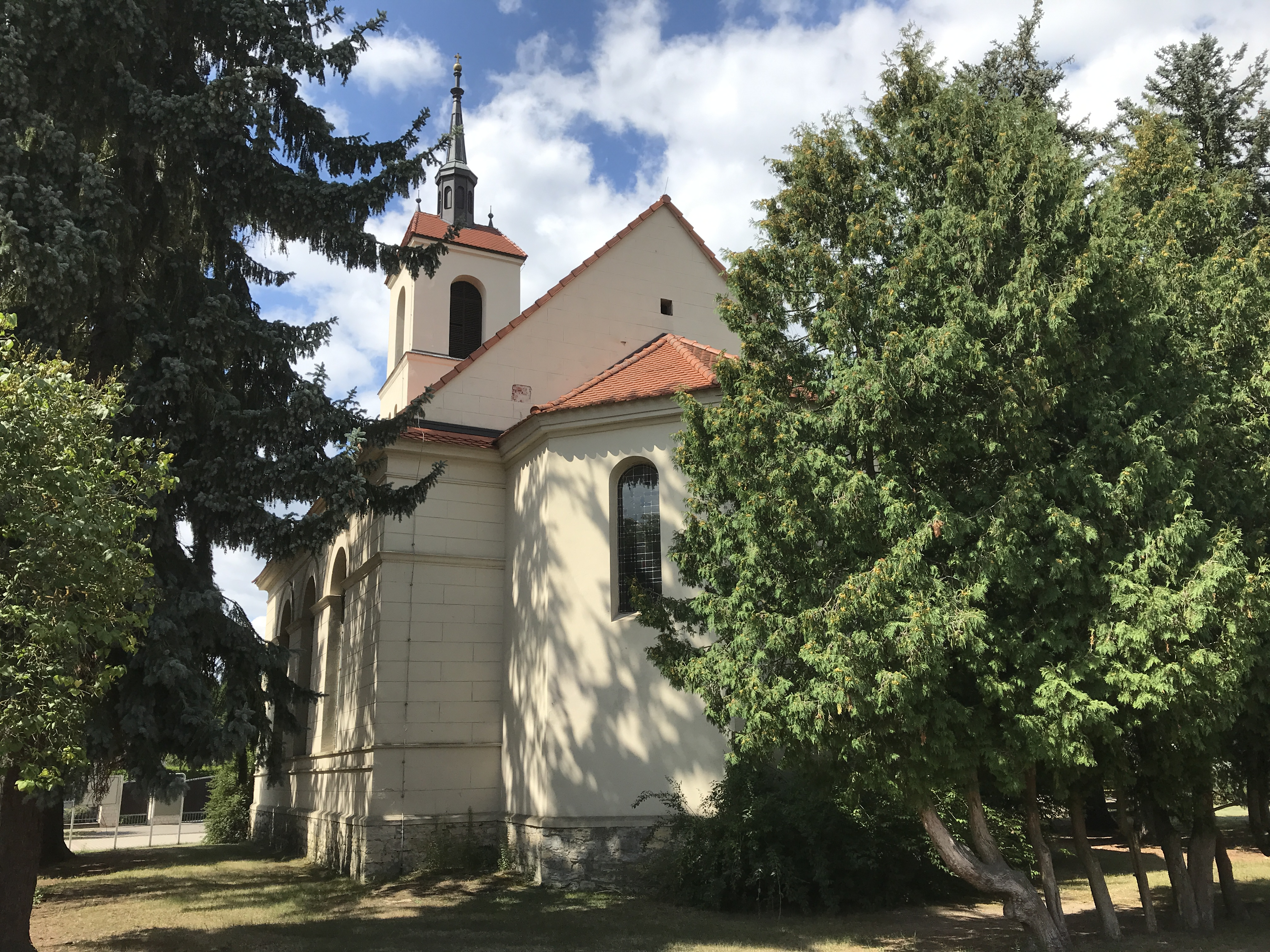
L'église de Berkenbrück.

L'église de Berkenbrück (de) a été construite en 1832 dans le style « en plein cintre » (Rundbogenstil) de l'école historicisante berlinoise de la Schinkelschule (de). 

## Personnalités
- L'écrivain Hans Fallada (1893-1947) a vécu à Berkenbrück en 1932-1933.